# 津島南インターチェンジ
津島南インターチェンジ（つしまみなみインターチェンジ）は、愛媛県宇和島市津島町上畑地に建設することが計画されている津島道路のインターチェンジである。

## 接続道路
- 国道56号

## 周辺
- 宇和島市立畑地小学校
- 畑地幼稚園
- 畑地郵便局

## 沿革
- 2012年度（平成24年度） : 事業化

## 隣
E56 津島道路
津島岩松IC - 津島南IC - 内海IC
津島岩松ICは宇和島北IC方面のみのハーフICのため、松山自動車道津島高田ICまで出られない。